# Androngo trivittatus
Androngo trivittatus — вид ящериц из семейства сцинковых. Единственный вид рода Androngo.
Обитает на Мадагаскаре.
Вид делится на два подвида:
- Androngo trivittatus trilineatus
- Androngo trivittatus trivittatus